# 普拉里河

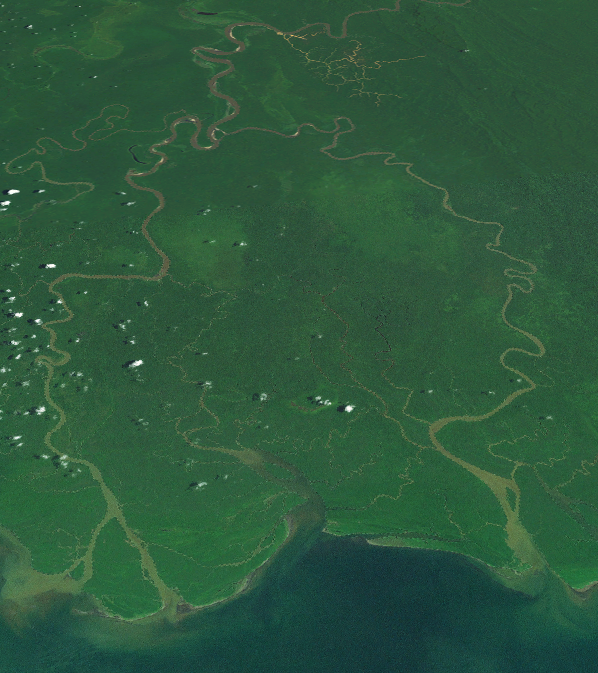

普拉里河是巴布亞新幾內亞的河流，河道全長470公里，流域面積33,670平方公里，發源自俾斯麥山脈，在羣山中蜿蜒而行，再流經若159公里的平坦低地，然後以平均每分鐘2,667立方米的流量注入巴布亞灣，年最大流量可高達每分鐘10,500立方米。